# Aspergillus parasiticus

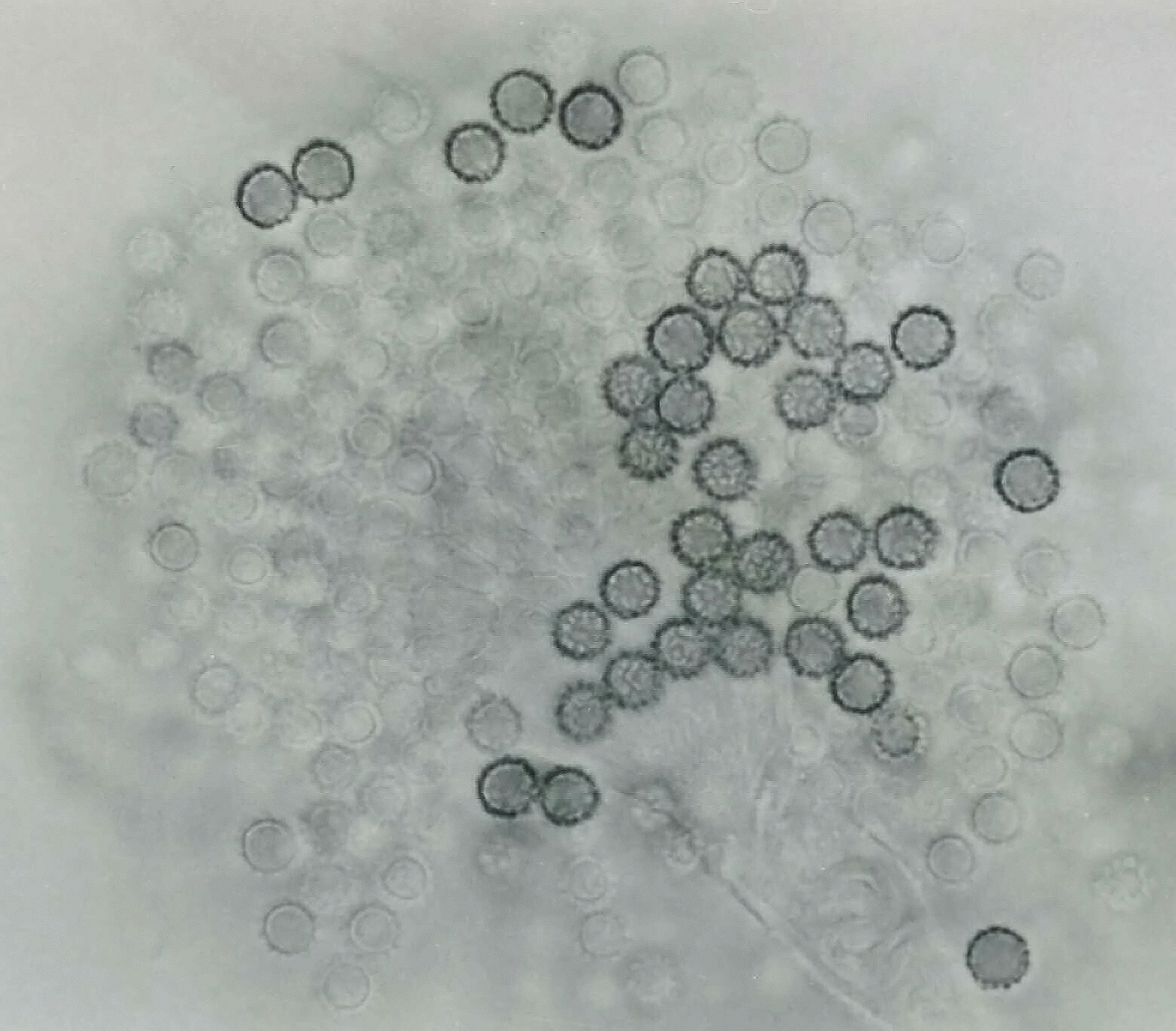
Konidia

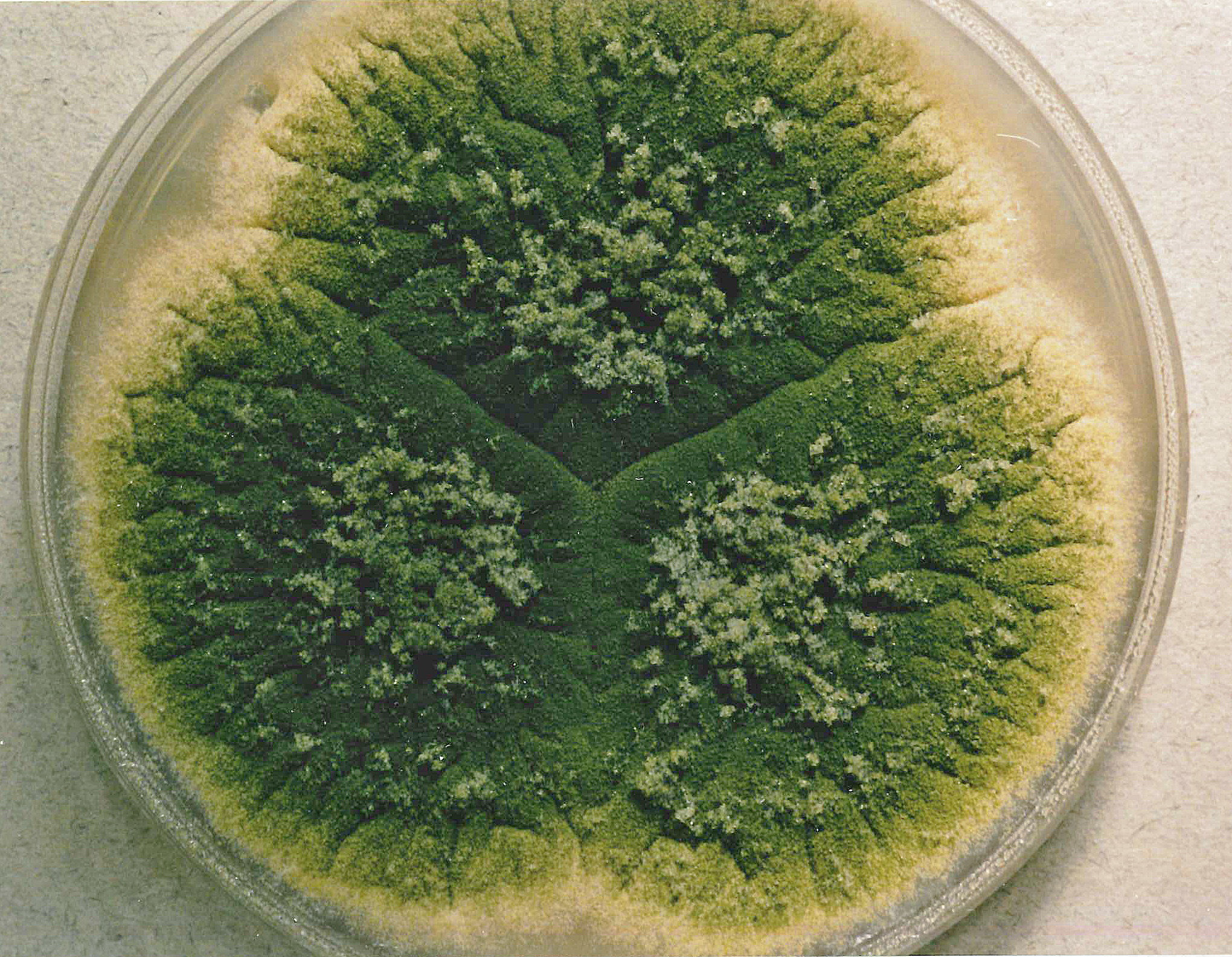
Kolonia na podłożu CYA w 7 dniu

Aspergillus parasiticus Speare – gatunek grzybów z rodziny kropidlakowatych (Aspergillaceae). Mikroskopijny grzyb chorobotwórczy.

## Systematyka i nazewnictwo
Pozycja w klasyfikacji według Index Fungorum: Aspergillus, Aspergillaceae, Eurotiales, Eurotiomycetidae, Eurotiomycetes, Pezizomycotina, Ascomycota, Fungi.
Synonimy:
- Aspergillus flavus subsp. parasiticus (Speare) Kurtzman, M.J. Smiley, Robnett & Wicklo 1986
- Aspergillus sojae Sakag. & K. Yamada 1944
- Aspergillus parasiticus var. rugosus Y. Ohara, 1953
- Aspergillus parasiticus f. sojae Sakag. & K. Yamada ex Wicklow 1957
- Aspergillus parasiticus var. globosus Murak., in Murakami, Owaki & Takase 1966
- Aspergillus toxicarius Murak. 1971
- Aspergillus parasiticus var. sojae Sakag. & K. Yamada ex Wicklow 1983
- Petromyces parasiticus B.W. Horn, I. Carbone & Ram.-Prado 2009

## Morfologia
Kolonie na agarze Czapek z ekstraktem drożdżowym (CYA) w 7 dniu osiągają średnicę 5–7 cm. Są aksamitne, ciemno żółtozielone z obfitym zarodnikowaniem na całej powierzchni. Czasami tworzą białawe, potem czarne, kuliste, o średnicy 400–800 mikronów sklerocja. Czasami sklerocja obejmują prawie całą kolonię, wówczas zarodnikowanie konidialne jest słabe. Rewers plechy jest bezbarwny lub brązowawy. W temperaturze 37 °C kolonie rosną bardzo szeroko, podobnie jak w temperaturze 25 °C, z intensywniejszym zielonym lub brązowawym zarodnikowaniem. Na agarze z ekstraktem słodowym (MEA) kolonie o średnicy 5–6,5 cm w dniu 7 są zwykle mniej gęste niż na CYA.
Główki są zwykle jednopoziomowe, ale czasami z domieszką dwupoziomowych, z bezbarwnymi lub brązowawymi konidioforami o długości 400–800 µm, z kulistym zgrubieniem wierzchołkowym o wymiarach do 20–35 µm. Fialidy o długości 7–11 µm. Konidia są kuliste, jednolite, od gruboziarnistych do kolczastych, o średnicy 4–6 µm. Teleomorfa na agarze mieszanym (MCA) tworzy sztywne podkładki podobne do sklerocjów z klejstotecjami, których często tylko niewielka część zawiera worki z askosporami. Worki zwykle 8-zarodnikowe (ale często z 1–6 zarodnikami) o wymiarach 19–29 × 16–27 µm. Askospory są spłaszczone, kuliste do szeroko elipsoidalnych, drobno brodawkowate, z wąskim grzbietem równikowym, 7–13 × 6,5–12 µm.

## Znaczenie
Aspergillus parasiticus jest niewyspecjalizowanym saprotrofem występującym głównie w żyznej glebie z gnijącym materiałem roślinnym, a także w magazynach suchego ziarna. Znajduje się również na przechowywanych ziarnach, a także na polach kukurydzy, orzeszków ziemnych i nasion bawełny. Dodatkowo może oportunistycznie kolonizować ludzi i zwierzęta. Może atakować uprawy na polu lub po zbiorach podczas suszenia, przenoszenia i przechowywania. Rozprzestrzenia się głównie przez zarodniki przenoszone przez wiatr, ale także przez wilgotną glebę. Jest patogenem roślin wytwarzającym aflatoksyny – substancje o silnym rakotwórczym działaniu na wątrobę. Wytwarza aflatoksyny B1, B2, G1, G2. Wśród nich aflatoksyna B1 jest uważana za najsilniejszy znany, naturalnie występujący czynnik rakotwórczy.

## Objawy zatrucia
U zwierząt odżywianych paszami zawierającymi Aspergillus parasiticus powoduje zmniejszony apetyt, krwotoki, zaburzenia neurologiczne, immunosupresję, uszkodzenie wątroby i śmierć. U ptaków może wystąpić zaburzenie krzepnięcia krwi, co prowadzi do masywnych siniaków i krwawień, a także zmniejszonego wzrostu i wylęgalności jaj. U ludzi, zwłaszcza rolników zajmujących się zbożem, temu grzybowi przypisuje się uszkodzenie płuc (zewnętrzne alergiczne zapalenie pęcherzyków płucnych), podrażnienie skóry, gorączkę, świszczący oddech, kaszel, duszność i wrzody.

## Zapobieganie zatruciom
- Obniżenie poziomu aflatoksyn w produktach spożywczych (np. orzeszkach arachidowych, włoskich, pistacjowych) uzyskuje się poprzez prażenie, potraktowanie amoniakiem lub obróbkę mikrobiologiczną. Środki wiążące, takie jak glinki bentonitowe i uwodniony glinokrzemian sodowo-wapniowy (HSCAS), zmniejszają toksyczne działanie aflatoksyn w paszy dla świń[2].
- W uprawach rolniczych zaleca się odpowiednią gospodarkę wodną w celu zmniejszenia pylenia zarodników. Nie zaleca się żadnych zabiegów chemicznych[2].
- Całkowite lub częściowe zaoranie resztek pożniwnych, a także stosowanie ogólnie dobrych warunków sanitarnych, ochrona owoców przed uszkodzeniami zewnętrznymi, zapewnienie odpowiedniego nawożenia i sadzenie przystosowanych regionalnie roślin hybrydowych może zmniejszyć częstość występowania A. parasiticus[2].
- Należy podjąć następujące środki w celu zminimalizowania infekcji podczas zbiorów i przechowywania: zapewnić dobre warunki sanitarne, utrzymywanie ziarna wolnego od owadów, właściwe suszenie i przechowywanie ziarna o niskiej wilgotności i w odpowiedniej temperaturze[2].